# مارك تومسون (عالم فلك)
مارك تومسون (بالإنجليزية: Mark Thompson)‏ هو عالم فلك بريطاني، ولد في 1973 في نورفك في المملكة المتحدة.

## وصلات خارجية
- الموقع الرسمي